# 掌裂驴蹄草
掌裂驴蹄草（学名：Caltha palustris var. umbrosa）为毛茛科驴蹄草属下的一个变种。

## 扩展阅读
- 維基物種上的相關：掌裂驴蹄草